# ويليام مكلاكلان
ويليام مكلاكلان (بالإنجليزية: William McLachlan)‏ هو مدرب كرة قدم ولاعب كرة قدم بريطاني في مركز الدفاع، ولد في 19 مارس 1989 في روثرجلين ‏ في المملكة المتحدة. لعب مع أردريونيانز ونادي رينجرز ونادي كلايد.

## وصلات خارجية
- ويليام مكلاكلان على موقع قاعدة بيانات كرة القدم.إي يو (الإنجليزية)
- ويليام مكلاكلان على موقع Soccerbase.com (لاعب) (الإنجليزية)